# Боливия
Боли́вия (исп. Bolivia, кечуа Puliwya, айм. Wuliwya, гуар. Mborívia), официальное название — Многонациона́льное Госуда́рство Боли́вия (исп. Estado Plurinacional de Bolivia [esˈtaðo pluɾinasjoˈnal de βoˈliβja]) — государство в центральной части Южной Америки.
Боливия граничит на севере и северо-востоке с Бразилией, на юго-востоке — с Парагваем (не имеет выхода к морю), на юге — с Аргентиной, на юго-западе и западе — с Чили и Перу. Как и Парагвай, Боливия также не имеет выхода к морю (крупнейшая по территории и населению южноамериканская страна с такой особенностью), однако в 2010 году подписан договор с Перу о передаче в аренду на 99 лет небольшого прибрежного участка для строительства порта. От Тихого океана Боливию отделяет всего чуть более 100 км.
Административной столицей является Сукре, но большая часть правительственных учреждений находится в Ла-Пасе.
Страна имеет 37 официальных государственных языков.

## Этимология
Наименование страны Боливия (исп. Bolivia) устоялось в первые десятилетия её независимости. На Генеральной ассамблее депутатов провинций Верхнего Перу 6 августа 1825 года была провозглашена независимость Верхнего Перу (исп. Alto Perú), 11 августа 1825 года в честь Симона Боливара, возглавляющего Объединённую армию Освободителя Перу, была провозглашена Республика Боливар (исп. República Bolívar), с возможным использованием наименований Верхнее Перу и Государство Верхнего Перу (исп. Estado del Alto Perú). Предлагая название страны, конгрессмен Мануэль Мартин Круз заявил: «Если от Ромула произошёл Рим, то от Боливара произойдёт Боливия» (исп. Si de Rómulo Roma, de Bolívar Bolivia). После начала работы 25 мая 1826 года Всеобщего учредительного конгресса (исп. Congreso General Constituyente) стало использоваться наименование Республика Боливиана (исп. República Boliviana), или Боливия. Только с 1 октября 1868 года официальным наименованием страны стало Республика Боливия (исп. República de Bolivia).
7 февраля 2009 года, после вступления в силу действующей Конституции, официальным наименованием страны стало Многонациональное Государство Боливия (исп. Estado Plurinacional de Bolivia, кечуа Buliwya Achka nasyunkunap Mama llaqta, айм. Wuliwya Suyu, гуар. Tetã Volívia) в знак признания многоэтнического характера страны и усиления роли коренных народов Боливии.

## Географические данные
Площадь Боливии составляет 1 098 581 км². Она занимает 29 место в списке стран по площади после Эфиопии.
Боливия не имеет выхода к морю с 1879 года, когда она потеряла прибрежную область Антофагаста в Тихоокеанской войне с Чили. Однако выход в Атлантический океан у Боливии есть — по реке Парагвай, а 20 октября 2010 года Боливия и Перу заключили договор аренды, по которому на 99 лет Боливии передаётся небольшой участок берега для строительства порта. Таким образом, спустя 127 лет Боливия вновь получила доступ и к Тихому океану.
На территории Боливии представлено огромное разнообразие экологических зон. Западные высокогорья страны расположены в Андах, в том числе плато Альтиплано. Восточные низкие равнины включают в себя большие районы амазонских тропических лесов и Чако. Самая высокая точка страны — потухший вулкан Сахама (6542 м), расположенный в департаменте Оруро. Озеро Титикака расположено на границе Боливии и Перу. Самый крупный в мире солончак Уюни расположен в юго-западной части страны, в департаменте Потоси.
Наиболее крупные города Боливии: Ла-Пас, Эль-Альто, Санта-Крус-де-ла-Сьерра и Кочабамба.
Боливия имеет сухопутные границы с пятью странами: Аргентиной — 832 километра, Бразилией — 3423 километра, Чили — 860 километров, Парагваем — 750 километров, и Перу — 1075 километров.

## История
В XIV веке территория современной Боливии, населённая племенами аймара, кечуа и другими, была завоёвана государством инков.
- 1532—1538 — территория современной Боливии завоёвана испанскими конкистадорами во главе с Франсиско Писарро и Диего де Альмагро. В результате завоевания было истреблено несколько миллионов индейцев[10].
- 1542—1776 — в составе испанского вице-королевства Перу под названием Верхнее Перу. Территория Боливии поделена между испанскими помещиками. Индейцы включены в систему энкомьенда.
- XVI—XVII века — боливийский город Потоси в составе Королевской Аудиенции Чаркас являлся одним из крупнейших по численности населения (160 000 жителей) городов Старого и Нового Света и крупнейшим мировым промышленным центром[11] (во времена разработки серебряных рудников)[12].

- 1776—1810 — в составе испанского вице-королевства Рио-де-Ла-Плата.
- 1825 — провозглашена независимость Верхнего Перу. Страна переименована в Боливию, по имени Симона Боливара[13].
- 1836—1839 — Конфедерация Перу и Боливии.
- 1879—1883 — Вторая Тихоокеанская война с Чили, закончившаяся поражением и утратой выхода к Тихому океану и контроля над месторождениями селитры в пустыне Атакама.
- 1903 год — 17 ноября подписан договор с Бразилией о передаче ей территории, давно известной как штат Акри.

- 1932—1935 год — неудачная Чакская война с Парагваем[14] за месторождения нефти Чако-Бореаль.
- 1952 год — Боливийская революция, положившая начало национализации оловодобывающей промышленности правительством Виктора Паса Эстенсоро.
- 1964 год — военный переворот во главе с генералом Рене Баррьентосом Ортуньо. Позднее в 1966 году, Рене Баррьентос Ортуньо избран президентом конституционно.
- 1966—1967 год — Эрнесто Че Гевара с группой партизан пытается организовать повстанческое движение с целью свергнуть правящий режим. В октябре 1967 года при активной помощи ЦРУ США правительственная армия уничтожает отряд Че Гевары.
- 1969 год — президент Рене Баррьентос Ортуньо гибнет в авиакатастрофе. 26 сентября в результате военного переворота к власти приходит генерал Альфредо Овандо Кандиа.
- 1970 год — 7 октября в результате военного переворота к власти приходят левонастроенные офицеры во главе с генералом Хуаном Хосе Торресом.
- 1971 год — 21 августа происходит военный переворот (187-й по счёту с 1825 года), возглавляемый полковником Уго Бансером Суаресом.
- 1978 год — отставка Уго Бансера. Новый президент Хуан Переда Асбун свергнут 24 ноября военными-конституционалистами во главе с генералом Давидом Падильей Арансибиа. Он назначит проведение всеобщих выборов на 1979 год.
- 1979 год — на всеобщих выборах 1 июля ни один из кандидатов не набрал необходимого количества голосов. 8 августа военные передают власть временному президенту Вальтеру Геваре. 1 ноября власть захватывает полковник Альберто Натуш, однако встретив всеобщее сопротивление, отказывается от власти. 17 ноября новым президентом впервые в истории страны становится женщина — Лидия Гейлер Техада.
- 1980 год — на всеобщих выборах 29 июня побеждает кандидат левых сил Эрнан Силес Суасо. 17 июля армия совершает переворот, к власти приходит генерал Луис Гарсия Меса. Устанавливается ультраправый военно-криминальный режим гарсиамесизма.
- 1981 год — 4 августа диктатура Гарсия Месы свергнута в результате конфликта в вооружённых силах. Президентом становится генерал Сельсо Торрелио.
- 1982 год — 19 июля в условиях обостряющегося кризиса президент Сельсо Торрелио передаёт власть генералу Гидо Вильдосо. Тот собирает избранный в 1980 году Национальный конгресс и 10 октября передаёт пост президента Эрнану Силесу Суасо.
- 1985 год — на выборах большинство населения проголосовало за бывшего диктатора Уго Бансера, однако большинство депутатов Национального конгресса (в случае, когда никто из кандидатов не набрал более 50 % голосов, вопрос президентства решался Национальным конгрессом) проголосовали за занявшего второе место неолиберала Виктора Пас Эстенсоро, ставшего президентом страны в 4-й раз.
- 1997 год — президентом страны избран Уго Бансер.
- 1999 год — приватизирована система водоснабжения (Всемирный банк и Нидерландская компания), взвинчены до предела цены на воду, запрещено собирать дождевую воду, произошла серия массовых протестов и уличных беспорядков[15][16].
- 2003 год — так называемая «Газовая война», серия массовых протестов и уличных беспорядков, основное требование участников — национализация газовой промышленности и переход контроля за её развитием в руки государства.

10 июня 2005 года временным главой Боливии стал Председатель Верховного суда Эдуардо Родригес (Eduardo Rodriguez), заменивший Карлоса Месу, подавшего в отставку 5 июня. По боливийским законам, в случае досрочной отставки президента его полномочия должны перейти главе верхней палаты парламента, в случае его самоотвода — спикеру нижней палаты. Поскольку оба действующих политика отклонили предложение занять пост главы страны, то власть принял «человек номер три» в списке — председатель Верховного суда. Причиной отставки Карлоса Месы стали антиправительственные демонстрации, участники которых обвинили его в крахе экономики страны, а также выдвинули требования — национализация нефтяной и газовой промышленности и внесение изменений в конституцию страны.
18 декабря 2005 года проведены президентские выборы на которых победу одержал леворадикальный кандидат Эво Моралес, возглавляющий Движение к социализму. Эво Моралес получил 53,74 % голосов, его отрыв от ближайшего соперника Хорхе Кирога составил более 15 %. Впервые президентом страны был избран индеец. Избрание президента напрямую, а не Национальным Конгрессом, произошло впервые с 1978 года. Одновременно состоялись выборы 27 сенаторов и 150 депутатов в национальный конгресс, «Движение за социализм» получило устойчивое большинство.
14 октября 2008 года по требованию правой оппозиции проведён референдум об отзыве президента со своего поста. Моралес получил поддержку 67 % избирателей и остался на своём посту.

### Референдум о новой конституции
29 января 2009 года Центральная избирательная комиссия Боливии после подсчёта 98,83 % голосов сообщила, что за новую конституцию, предложенную Эво Моралесом, проголосовало 61,67 % граждан страны.
Согласно ей, государство закрепляет за собой контроль над ключевыми секторами экономики. Запасы газа и другие природные ресурсы провозглашаются национальным достоянием. Новая конституция также отменяет статус католицизма как официальной религии и значительно расширяет права коренных жителей страны — индейцев. Помимо испанского, статус государственного получают языки всех индейских народностей страны. Также предусматривается введение ограничения размера земельных владений, обязательное изучение языков индейских народностей, государственный контроль над ключевыми секторами экономики. Все запасы природных ресурсов должны будут перейти в национальное достояние. Согласно новой конституции, в парламент страны войдут группы национальных меньшинств. Кроме того, предлагается почитать на государственном уровне богиню земледелия и плодородия древних индейцев — Пачамаму. Решение о лишении католицизма статуса государственной религии вызвало резко отрицательную реакцию боливийского епископата и консервативных кругов в Ватикане.
Новой конституцией отменялся запрет избираться дважды подряд на пост президента.

### Продолжение правления Эво Моралеса
- 2009 год — 10 июня президент Моралес подписал декрет, согласно которому Боливия получила новое официальное название «Многонациональное Государство Боливия»[22].
- 2009 год — 6 декабря президентом переизбран Эво Моралес, получивший 64,08 % голосов. «Движение за социализм» получило более 2/3 мест в Национальном Конгрессе.
- 20 октября 2010 года Боливия и Перу заключили договор, по которому в аренду на 99 лет Боливии передаётся небольшой участок прибрежной территории для строительства порта. Таким образом, Боливия, лишившаяся выхода к морю в 1883 году в результате поражения в войне с Чили, спустя 127 лет вновь получила доступ к морю[8].
- 2014 год — 12 октября президентом в третий раз переизбран Эво Моралес, получивший 61,36 % голосов. «Движение за социализм» снова получило более 2/3 мест в Национальном Конгрессе.

### Политическая обстановка в период правления Эво Моралеса
В ходе своей кампании Эво Моралес (по прозвищу Эль Эво) обещал национализировать нефтегазовую промышленность, признать недействительными контракты на разработку нефти и газа иностранными корпорациями (американской ExxonMobil, испано-аргентинской Repsol YPF, бразильской Petrobras, французской Total, британской British Gas), отказаться от уплаты внешнего долга и разрешить выращивание коки.
Эво Моралес — выходец из крестьян, представитель аймара, одного из крупнейших в Южной Америке индейских народов, друг Фиделя Кастро и Уго Чавеса, свою предвыборную кампанию построил на патриотических лозунгах, выступая с резкой критикой «американского империализма и неолиберализма».
Политическая карьера Эво Моралеса тесно связана с крестьянской борьбой. В 1997 году, будучи лидером Ассоциации производителей коки Боливии, он баллотировался в конгресс, чтобы защищать крестьян от властей, уничтожающих плантации коки. В парламенте проявил себя ярым антиглобалистом, постепенно перейдя к критике капитализма как такового. Позже Эво Моралес возглавил выступления крестьян, за что лишён депутатского мандата, но завоевал ещё большую популярность.
Боливия в настоящее время уже наряду с Колумбией и Перу является основным поставщиком кокаина на мировой рынок. В 2005 году производство этого наркотика выросло в Боливии ещё на треть. По данным ООН, площадь плантаций коки в стране составляет более 23 тыс. гектаров. Эль Эво заявляет, что кока, не как наркотик, безвредна, и предлагает организовать в Боливии производство прохладительных напитков, жвачки и мыла на основе коки. Администрация США крайне озабочена подобными инициативами.
Своё отношение к этой проблеме Моралес выразил в интервью российскому каналу «Вести»:
Господин президент, объясните мне одну вещь, пожалуйста. Здесь, в России, в вашей политике многие кое-чего не понимают. С одной стороны, вы сами только что назвали наркотрафик главным внутренним врагом Боливии, и в свой первый же визит в Москву подписали с Россией конвенцию о совместной борьбе с этим злом. Раньше такое соглашение у вас было и с США. Но вы, будучи до этого лидером профсоюза тех, кто выращивает коку, когда стали президентом, посла США из Боливии выслали, а соглашение о борьбе с наркотиками с США расторгли. Так какова точно ваша политическая позиция по коке?

— Во-первых, листья коки в их естественном состоянии — это ещё одно сельскохозяйственное растение: лечебное и съедобное. Никакого вреда здоровью человека от него нет. Конечно, совсем другое дело — это когда с помощью химических реагентов из коки получают кокаин. Но кокаин мы и не защищаем, с этим мы и сами боремся. Ну а во-вторых, для США борьба с наркотрафиком — не более чем ширма. А на самом деле — геополитика, повод обеспечить присутствие. И не только своего посла, но и таких организаций, как ЦРУ и Управление по борьбе с наркотиками. Но и это управление на самом деле занимается прежде всего активным политическим вмешательством.

### После отставки Эво Моралеса
20 октября 2019 года состоялись президентские и парламентские выборы. 10 ноября 2019 года Эво Моралес после массовых демонстраций, вызванных обвинениями в фальсификации результатов выборов ушёл в отставку.

### Возвращение социалистов к власти
Всеобщие выборы в Боливии состоялись 18 октября 2020 года. Одновременно избирались президент страны, вице-президент и все места как в сенате, так и палате депутатов. Результаты выборов заменили спорные результаты выборов 2019 года, которые были аннулированы после длительного политического кризиса. Победу в президентской гонке одержал Луис Арсе, однопартиец свергнутого предыдущего президента Эво Моралеса.

## Население
Численность населения — 12,1 млн (оценка на 2023 год).
Годовой прирост — 1,44 % (фертильность — 2,48 рождений на женщину).
Средняя продолжительность жизни — 67,6 года у мужчин, 73,4 лет у женщин.
Этно-расовый состав: метисы — 68 %, индейцы — 20 % (в основном, кечуа и аймара), белые — 5 %. Проживают потомки русских староверов.
Языки — 37 официальных государственных языков (первое место в мире по количеству): испанский — 60,7 %, кечуа — 21,2 %, аймара — 14,6 %; другие языки — 3,6 %.
Религии: католики — 77 %, протестанты (евангелические методисты, Ассамблеи Бога и др.) — 16 %, неверующие и другие — 7 %.
Грамотность — 96,5 % у мужчин и 88,6 % у женщин (по данным за 2015 год); 97,5 % у мужчин и 92,5 % у женщин (по переписи 2012 года).

## Государственное устройство
Форма правления — республика. Глава государства и правительства — президент, избираемый населением на один 5-летний срок. Президент возглавляет правительство, утверждает состав кабинета министров, является главнокомандующим вооружёнными силами.
Избранным считается кандидат, набравший абсолютное большинство голосов (более 50 % голосов). Если победитель не определён, парламент на совместном заседании обеих палат избирает президента из двух кандидатов, получивших простое большинство голосов.
По результату референдума в январе 2009 года об изменении конституции (введение привилегий для индейцев и введение госконтроля над экономикой) очередные выборы президента и парламента прошли досрочно, 6 декабря 2009 года. Моралес получил право баллотироваться на второй президентский срок и одержал на выборах уверенную победу (свыше 60,01 % голосов).
Двухпалатный парламент — 36 сенаторов и 130 депутатов, избираются на 5-летний срок.
Согласно Economist Intelligence Unit страна в 2018 была классифицирована по индексу демократии как гибридный режим.

### Политические партии
По итогам выборов в октябре 2014 года:
- Движение к социализму — левая (во главе с Моралесом), 25 сенаторов, 88 депутатов (получило 61,36 % голосов).
- Национальный объединённый фронт — левоцентристская, 9 сенаторов, 32 депутата (24,23 %)
- Христианско-демократическая партия — центристская, 2 сенатора, 10 депутатов (9,04 %)
- Движение без страха — левоцентристская, 0 депутатов (2,71 %)
- Партия «зелёных» — 0 депутатов (2,69 %)

В Боливии имеется ещё 6 легальных партий, не представленных в парламенте.

## Автономия и сепаратизм регионов
В 1995 году в стране принят закон о децентрализации, предоставивший регионам (департаментам) значительные политические и экономические полномочия. После прихода к власти Моралеса население т. н. «полумесяца» — 6 наиболее развитых регионов севера, юга и востока страны (департаменты Санта-Крус, Бени, Пандо, Тариха, Кочабамба, Чукисака), где проживает 58 % населения и в основном за счёт нефте-газодобычи производится 80 % ВВП страны, выразило резкое недовольство новой политикой центральных властей по национализации и перераспределению доходов в пользу бедных горных индейских регионов. В июле и декабре 2006 г. в южных и восточных регионах прошли муниципальные референдумы и съезды муниципальных советов, по результатам которых объявлено стремление создать новое государственное образование «Нация равнин Боливии», на что центральные власти ответили, что не допустят распада страны всеми средствами, включая военные. Однако противоречия лишь нарастали и вылились в жёсткое противостояние между «левыми» центральными властями и «правой» региональной оппозицией, вплоть до эпизодических актов насилия. Для закрепления единства страны и политики перераспределения доходов центральными властями в декабре 2007 г. изменена конституция, после чего последовал конституционный кризис, разрешить который запланировано проведением конституционного референдума, который, однако, отложен решением конституционного совещания из-за позиции представителей развитых регионов. В мае и июле 2008 г., несмотря на акты насилия, в департаментах «полумесяца» прошли региональные референдумы, на которых большинство голосующих высказалось за широчайшую экономическую и политическую автономию, граничащую с сепаратизмом. Региональные власти объявили о курсе на создание «суверенной Новой Республики Боливия» — субъекта международного права с собственными законодательной и судебной властью, правительством, милицией, налоговой системой и бюджетом, правом заключать международные соглашения. Центральные власти объявили региональные референдумы неконституционными и нелегитимными и провели в августе 2008 г. референдум о доверии, на котором 60 % голосующих поддержало политику Моралеса при бойкоте большинства населения мятежных регионов.

## Административное деление
В территориально-административном отношении Боливия разделена на 9 департаментов, каждый из которых, в свою очередь, делится на провинции. Всего существует 98 отдельных муниципалитетов. Согласно новой редакции Конституции, все 9 департаментов являются автономными субъектами.

## Экономика
Боливия — слаборазвитое аграрное государство. ВВП на душу населения в 2010 году — 4,8 тыс. долл. (150-е место в мире). Безработица — 8,5 % (в 2009), ниже уровня бедности — 60 % населения (в 2006).
Боливия обладает вторыми по величине запасами природного газа в Южной Америке после Венесуэлы и богата другими полезными ископаемыми, тем не менее она остаётся беднейшим государством континента (по данным МВФ, за чертой бедности находится около 70 % населения страны).
Стоит отметить ускорившийся рост минимальной заработной платы, учитывая, что в предыдущие десятилетия (1990-е и 2000-е) минимальная заработная плата боливийских рабочих была самой низкой в Южной Америке, ниже 100$ в месяц. На 2017 год минимальный размер оплаты труда в Боливии выше, чем в России, Казахстане, Перу, Колумбии, Мексике и Венесуэле. В настоящее время Боливия является ведущей страной в Латинской Америке, которая в течение этого десятилетия увеличила реальную минимальную заработную плату без высокой инфляции. С 2018 года минимальный размер оплаты труда в Боливии составляет Bs 2060 ($ 298,38).
Сельское хозяйство (11 % ВВП, 40 % работающих) — соя, кофе, кока, хлопчатник, кукуруза, сахарный тростник, рис, картофель; лесозаготовки.
Животноводство: крупный рогатый скот, овцеводство.
Промышленность (37 % ВВП, 17 % работающих) — добыча олова и нефти, пищевая промышленность, табак, ручные ремёсла, одежда. Страна обладает богатыми природными ресурсами — олово, газ, нефть, цинк, вольфрам, сурьма, серебро, железо, литий, свинец, золото, лес, гидроэнергетические ресурсы.
Сфера обслуживания — 52 % ВВП, 43 % работающих.
Открытая в Ла-Пасе сеть из десяти канатных дорог Mi Teleferico стала самой крупной такой городской системой в мире.

### Внешняя торговля
Экспорт — 8,08 млрд долл. (2017) — природный газ (32 %), цинковая руда (17 %), золото (13 %), соя и соевый шрот(5,5 %), олово, свинец.
Основные покупатели — Бразилия 17 %, Аргентина 15 %, Южная Корея 7,1 %, Индия 6,8 %, США 6,7 %.
Импорт — 9,37 млрд долл. (2017) — машины и оборудование (26,7 %), транспортные средства (17 %), химические товары (11 %), продукция металлургии (9,8 %), нефтепродукты (4,4 %), потребительские товары (включая одежду, обувь, изделия из бумаги и т. п.).
Основные поставщики — Китай 21 %, Бразилия 16 %, Чили 11 %, США 7,5 %, Аргентина 7,5 %.

## Международные отношения
Имеет дипломатические отношения с Российской Федерацией (установлены с СССР 18 апреля 1945 года).

## Культура
Здравоохранение находится на очень низком уровне, распространены недоедание и болезни.
СМИ:
- Государственное информационное агентство ABI[англ.] (Agencia Boliviana de Información)

также: Министерство культуры Боливии

### Национальные праздники
- 9 апреля — День конституции;
- 24 июня — Инти Райми и День индейцев;
- 6 августа — День независимости.

## Вооружённые силы
Основаны в 1825 году. Насчитывают 34,1 тыс. человек (2022).